# Сільві Берньє
Сільві Берньє (англ. Sylvie Bernier, 31 січня 1964) — канадська стрибунка у воду.
Олімпійська чемпіонка 1984 року.
Призерка Ігор Співдружності 1982 року.
Призерка Панамериканських ігор 1983 року.